# Psychoda terskolina
Psychoda terskolina és una espècie d'insecte dípter pertanyent a la família dels psicòdids que es troba a Rússia i el Caucas.